# Czekanów Wieś
Czekanów Wieś – nieistniejący przystanek osobowy w miejscowości Czekanów, w województwie śląskim, w powiecie tarnogórskim, w gminie Zbrosławice, w Polsce.
| Czekanów Wieś                                |  |                                     |
| Linia 132 Bytom – Wrocław Główny (30,328 km) |  |                                     |
| Zabrze Mikulczyceodległość: 2,071 km         |  | Czekanów Śląski odległość: 1,885 km |